# Pasquale Saviotti
Pasquale Saviotti (* 17. Juli 1792 in Faenza; † 18. August 1855 in Florenz) war ein italienischer Maler und Grafiker im klassizistischen Stil.

## Leben
Pasquale Saviotti wurde am 17. Juli 1792 in Faenza geboren. Seine erste Ausbildung erhielt er von seinem Onkel mütterlicherseits Giovanni Battista Ballanti Graziani, einem Stuckateur und Dekorateur. Es folgte eine kurze Lehrzeit in der Majolikafabrik der Grafen Ferniani, in der bereits sein Bruder Andrea arbeitete.
Später studierte er Zeichnen und Gravieren bei Giuseppe Zauli am Liceo Dipartimentale del Rubicone, der Zeichenschule von Faenza. 1822 übernahm er als Nachfolger von Giuseppe Zauli die Leitung dieser Schule. Im Jahr 1830 ließ er sich in Florenz nieder, wo er eine Karriere als Maler begann.  Sein künstlerisches Schaffen orientierte sich ab diesem Zeitpunkt an den Formen der toskanischen historischen Romantik.
Gaspare Mattioli war Schüler von Zauli und Saviotti.
Zu seinen Werken zählen:
- Sgraffitomalereien an den Fassaden der Florentiner Paläste Bonaiutti und Spinelli
- 2 Zeichnungen in den Uffizien
- Malereien an der Decke (Moses, David) im Dom von Faenza
- Vorhangbild im Teatro Comunale in Faenza

Pasquale Saviotti starb am 18. August 1855 in Florenz an einer Choleraepidemie.